# Ferdinand Adolf Kehrer
Ferdinando Adolf Kehrer (Guntersblum, 16 febbraio 1837 – Heidelberg, 16 giugno 1914) è stato un ginecologo tedesco.

## Biografia
Era il padre del neurologo Ferdinando Adalbert Kehrer (1883-1966). Studiò medicina all'Università di Giessen sotto Ferdinando von Ritgen (1787-1867), a Monaco sotto Karl von Hecker (1827-1882) e a Vienna sotto Karl von Braun-Fernwald (1822-1891). Dal 1872 al 1881 fu "professore ordinario" di ostetricia presso l'Università di Giessen, dove svolse anche funzioni di direttore presso il Frauenklinik. Nel 1881 si trasferì presso l'Università di Heidelberg come presidente ginecologo.
Kehrer venne ricordato per aver eseguito il primo taglio cesareo – un'incisione trasversale nel segmento inferiore dell'utero, usato per ridurre l'emorragie, questo tipo di procedura prese il nome di "incisione Pfannenstiel", perché fu modificata in seguito dal ginecologo Hermann Johannes Pfannenstiel nel 1900.
Il 25 settembre 1881, nella città di Meckesheim un'operazione, usando il metodo elaborato da lui, a una donna di 26 anni dove si rivelò un successo. Prima dell'operazione Kehrer, le sezioni cesaree furono raramente eseguite, senza di esso c'era più causa di morte in parto. In seguito fu scoperto da Max Saenger (1853-1903) una pratica per suturare l'utero.

## Opere principali
- Die Geburten in Schädellagen mit rückwärts gerichtetem Hinterhaupt, (1860)
- Lehrbuch der Geburtshilfe für Hebammen,, 1880 e 1891
- Ueber den Soorpilz– Pulscurve im Wochenbett, (Heidelberg 1883)
- Physiologie und Pathologie des Wochenbetts, in I e III volumi P. Müller's Handbuch der Geburtshülfe (1888–89)
- Lehrbuch der operativen Geburtshilfe,, 1891.